# Abrus huangi
Abrus huangi är en insektsart som beskrevs av Dai och Zhang 2002. Abrus huangi ingår i släktet Abrus och familjen dvärgstritar. Inga underarter finns listade i Catalogue of Life.